# マンドス
マンドス(Mandos)は、J・R・R・トールキンの中つ国を舞台とした小説、『指輪物語』及び『シルマリルの物語』の登場人物。ヴァラールの一人。かれの本来の名前はナーモ(Námo)である。「マンドス」とは本来かれの住む館の名前であるが通常はこう呼ばれている。
ヴァラールの一人イルモ（ローリエン）はかれの弟であり、ニエンナはかれの妹である。ヴァイレが妻である。

## 概要
マンドスは運命と殺された者たちの霊魂を司り、死者の家であるマンドスの館の管理者を務める。唯一神エル・イルーヴァタール自らが裁定する事柄を除き、未来に訪れることすべてを知るという。
本名のナーモは「審判者」を意味し、マンウェの命を受けて運命や審判を宣告する。フェアノールに率いられたノルドールによる同族殺害のあと、ヴァリノールの北辺にたどり着いたかれらに、中つ国で待っている過酷な運命を予告したのはマンドスであった。マンドス自身は悪をなさないが、フェアノールの誓言によってもたらされるノルドールの破滅をかれは見通していた。これを聞いたフィナルフィンは進軍をやめ、ヴァリノールへ引き返したが、フェアノールはノルドールを駆りたてて進んでいった。
マンドスは常に厳かで冷静、なにものも忘れない存在として描かれている。イルーヴァタールの子らの受難もかれの心を動かしたようには見えなかったが、かれもたった一度だけ、哀れみにかられて助けの手を差し伸べている。ルーシエンが歌う、イルーヴァタールの子らの悲しみの歌に心を動かされたかれは、死んだベレンの処遇についてマンウェに伺いをたてた。こうしてベレンは死者の館から戻り、ふたたび中つ国に住んだ。

## マンドスの館
アマンの西方に立つマンドスの館は、エルフが殺されたとき霊魂が向かう場所であり、北欧神話で言うところのヴァルハラのようなところである。ただし、いわゆる「あの世」とは違い、ヴァリノールの国と地続きに存在している。時が経つにつれて館そのものが大きくなっていくと述べられており、その壁は世界の出来事を表したヴァイレのつづれ織で飾られる。また、ニエンナが訪れては死者の霊を慰めるという。
マンドスの館は強固であり、エルフや人間はおろかヴァラですら抜け出すことはできない。二本の木の時代に投獄されたメルコールも、なすすべなく三期にわたって拘禁されたままだった。
エルフの霊がこの館で世界の終わりをじっと待つ一方で、人間の魂が死後にどうなるのかは明らかではない。人間もマンドスの館を訪れるのだが、エルフとは異なる場所で過ごすのだというものもいる。実際、ベレンはルーシエンと再会するために館でかの女を待っていた。だが待つための時間が過ぎれば、この世の境界内に留まることは許されないらしい。いずれにせよ人間の魂の行き先について真相を知るのは、マンウェを別としてマンドスだけである。なお、ドワーフは死後、造り主マハル（アウレのこと）によって、専用のマンドスの館に連れて行かれるのだと信じている。